# SWIFT
국제 은행 간 통신 협회(영어: Society for Worldwide Interbank Financial Telecommunication, SWIFT)는 은행 간의 국제 금융 거래를 중개하는 벨기에의 협동 조합이다. 본부는 벨기에 브라방왈롱주의 라윌프에 있다.

## 같이 보기
- 전자화폐
- ISO 9362